# Матюковский, Геннадий Иванович
Генна́дий Ива́нович Матюко́вский (Матюко́в) (14 февраля 1926, д. Куликалы, Козьмодемьянский кантон, Марийская автономная область — 22 января 1994, г. Йошкар-Ола, Республика Марий Эл) — горномарийский советский поэт, прозаик, переводчик, журналист. Ответственный секретарь, председатель Союза писателей Марийской АССР (1950—1953, 1971—1973). Участник Недели марийской поэзии в Москве (1956). Народный поэт Марийской АССР (1980). Заслуженный работник культуры РСФСР (1986). Участник войны с Японией (1945). Член ВКП(б).

## Биография
Родился 14 февраля 1926 г. в д. Куликалы (ныне — Горномарийский район Марий Эл) в крестьянской семье.
В 1942—1943 годах учился в МГПИ им. Н. К. Крупской. Со 2 курса, в 1943 году призван в Красную Армию. Служил на Дальнем Востоке, участник войны с Японией, капитан. Демобилизовался в 1947 году.
Окончив пединститут после войны, в 1949—1950 годах работал научным сотрудником Марийского НИИ. В 1950—1953 годах был ответственным секретарём Союза писателей Марийской АССР. В 1953—1965 годах работал сотрудником редакций газет «Марий коммуна» и «Марийская правда».
В 1965—1967 годах обучался на Высших литературных курсах Союза писателей СССР при Литературном институте им. М. Горького в Москве.
В 1971—1973 годах — председатель правления марийского Союза писателей. В 1973—1974 годах — главный редактор журнала «Пачемыш» («Оса»). В 1974—1986 годах вплоть до выхода на пенсию — писатель-профессионал.

## Литературная деятельность
Писать и публиковать свои стихотворения начал с 1939 года. Серьёзно стал заниматься литературой в студенчестве.
В 1949 году был принят в Союз писателей СССР.
Автор более 20 книг прозы и поэзии (книга стихов и поэм «Ида вашталте шӱмым» («Не пересаживайте сердца мне»)), поэмы «Кым эргы» («Три поэта»), романа в стихах «Сӹнгӹмӓшӹн корны дон» («Победной дорогой») и др.).
Известен как один из авторов (вместе с Й. Осмином и М. Якимовым) либретто оперы «Акпатыр» композитора Э. Сапаева по одноимённой драме С. Чавайна (1963).
Переводчик эпоса «Калевала», романа в стихах А. С. Пушкина «Евгений Онегин». Его произведения переводились на русский, белорусский, мордовский, удмуртский, финский, эстонский, венгерский, татарский, узбекский, киргизский, бурятский и другие языки.

## Общественно-политическая деятельность
В 1951—1955 годах был депутатом Верховного Совета Марийской АССР III созыва.

## Основные произведения
Далее приведён список основных произведений Г. Матюковского на марийском языке и в переводе на русский язык:

### На марийском языке
- Сӹнгӹмӓшӹн корны дон: стих дон поэмывлӓ [Победной дорогой: стихи и поэмы]. — Козьмодемьянск, 1945. — 168 с.
- Мир верц: стихвлӓ [За мир: стихи]. — Козьмодемьянск, 1949. — 80 с.
- Петю: поэма. — Козьмодемьянск. 1949. — 16 с.
- Мый мирем мурем: почеламут-влак [Пою я мир: стихи]. — Йошкар-Ола, 1951. — 72 с.
- Петю: поэма. — Йошкар-Ола, 1954. — 20 с.
- Шӱмӹн викшӹ: стихвлӓ [Мелодии сердца: стихи]. — Йошкар-Ола, 1954. — 112 с.
- Соты пӹлгом: стихвлӓ [Светлое небо: стихи]. — Йошкар-Ола. 1960. — 72 с.
- Коммунистым шӱмжы: очерк [Сердце коммуниста]. — Йошкар-Ола, 1962. — 20 с.
- Почеламут-влак [Стихи]. — Йошкар-Ола, 1963. — 68 с.
- Шӹдӹр: стихвлӓ [Звезда: стихи]. — Йошкар-Ола, 1964. — 32 с.
- Лаксак йӹде масак: изи повесть [Потеха — не утеха: маленькая повесть]. — Йошкар-Ола, 1965. — 36 с.
- Земля чонгештӓ: лыдышвлӓ [Земля в полёте: стихи]. — Йошкар-Ола, 1966. — 76 с.
- Нелӹ ин, нелӹ чӓсӹн: повесть [В трудный год, в трудный час]. — Йошкар-Ола, 1968. — 60 с.
- Ида вашталте шӱмым: почеламут ден поэма-влак [Не пересаживайте сердца мне: стихи и поэмы]. — Йошкар-Ола. 1971. — 136 с.
- Кым эргӹ: поэмывлӓ [Три сына]. — Йошкар-Ола. 1974. — 88 с.
- Шӱдыр аршаш: почеламут, поэма [Звёздный букет: стихи. поэма]. — Йошкар-Ола, 1977. — 132 с.
- Туан сӓндӓлӹк: лыдышлӓ да поэма [Родная земля: рассказы и поэма]. — Йошкар-Ола, 1983. — 120 с.
- Сӹнгӹмӓшӹн корны дон: лыдыш роман [Победной дорогой: роман в стихах]. — Йошкар-Ола, 1986. — 180 с.
- Сото курым: поэма // Ончыко. 1986. № 1. С. 87—95.

### В переводах на другие языки
- Стихи. — Йошкар-Ола, 1954. — 88 с.
- Потеха не утеха: маленькая повесть / пер. на русс. яз. В. Муравьёва. — Йошкар-Ола, 1966. — 36 с.
- Дуб и молния: стихи и поэма-сказка / авт. пер. на русс. яз. А. Казакова. — М.: Советский Писатель, 1971. — 80 с.
- Баллада о хлебе: стихи // Всегда вместе. — М., 1972. — С. 173—174.
- Не пересаживайте сердца мне: стихи / пер. на венгер. яз. Э. Хаваш // Медвеенок. — Будапешт, 1975. — С. 763—764.
- Иду навстречу солнцу: стихи и поэмы / пер. на русс. яз. А. Николаева. — Йошкар-Ола, 1980. — 160 с.
- Фотокарточка, Таир, На Днестре: стихи // Поделков С. Созвездие. — М., 1982. — С. 24—28.
- На Карельском перешейке: стихи / пер. Г. Пагирева // О тебе, Ленинград. — Л., 1982. — С. 45.
- Могучий, неприступный камень / пер. А. Боброва // Литературная Россия. 1982. 16 июля.

## Награды и звания
- Заслуженный работник культуры РСФСР (1986)
- Народный поэт Марийской АССР (1980)
- Государственная премия Марийской АССР (1972)
- орден «Знак Почёта» (1951)
- орден Отечественной войны II степени (06.04.1985)[3]
- медаль «За победу над Японией»[3]
- медаль «За доблестный труд в Великой Отечественной войне 1941—1945 гг.»
- Почётная грамота Президиума Верховного Совета Марийской АССР (1963 — за участие в создании либретто оперы «Акпатыр», 1984)[7]